# Felix Hörberg
Felix Micael Hörberg (19 maggio 1999) è un calciatore svedese, centrocampista del Trelleborg.

## Carriera
Il suo primo club a livello giovanile è stato il Västra Ingelstads IS, piccola squadra dell'omonimo centro abitato poco distante da Malmö. Dopo un passaggio nel vivaio del Malmö FF, si è trasferito ad un'altra squadra locale, il Kvarnby IK. Al termine della stagione 2015 è stato reso noto il suo passaggio dalle giovanili del Trelleborg.
Dopo aver giocato tre partite nella fase a gironi di Coppa di Svezia tra il febbraio e il marzo 2018, la società ha comunicato di aver definitivamente aggregato Hörberg alla prima squadra, neopromossa in Allsvenskan. Nonostante la giovane età e la poca esperienza a livello senior, Hörberg è stato l'unico giocatore della squadra ad aver disputato tutte e 30 le partite di campionato. La stagione si è tuttavia conclusa con l'ultimo posto in classifica e la retrocessione in Superettan.
Dopo aver iniziato la stagione 2019 in seconda serie essendo rimasto al Trelleborg, nell'agosto dello stesso anno è stato acquistato dall'Östersund – società militante in Allsvenskan – con un contratto di quattro anni e mezzo. La squadra rossonera è retrocessa in Superettan alla fine del campionato 2021. Hörberg è rimasto inizialmente in rosa, poi, il 31 luglio 2022, intorno a metà stagione, è ritornato al suo vecchio club, il Trelleborg, anch'esso militante in Superettan.